# Falkenberg-sur-Elster

Falkenberg/Elster est une ville de Brandebourg (Allemagne), située dans l'arrondissement d'Elbe-Elster.